# Șîroke, Horol
Șîroke (în ucraineană Широке) este un sat în comuna Hrușîne din raionul Horol, regiunea Poltava, Ucraina.

## Demografie
Componența lingvistică a localității Șîroke
     Ucraineană (93,33%)
     Rusă (6,67%)
Conform recensământului din 2001, majoritatea populației localității Șîroke era vorbitoare de ucraineană (93,33%), existând în minoritate și vorbitori de rusă (6,67%).